# Pir Panjal
De Pir Panjal is een bergketen in de westelijke Himalaya, grotendeels in India. De keten wordt tot de Kleine Himalaya gerekend, ter onderscheid met de hogere Grote Himalayaketen, die verder naar het noordoosten ligt. De Pir Panjal loopt ongeveer van de Indiaas-Pakistaanse bestandslijn ten zuidwesten van Srinagar tot ten oosten van Lahaul, waar hij samenkomt met de Grote Himalaya.
In het westen vormt de Pir Panjal de scheiding tussen de Kasjmirvallei en Jammu. Verder naar het oosten snijdt de rivier de Chenab een diepe kloof door de bergketen. Daarna loopt de keten tussen de Chambavallei en de Kulluvallei in het zuiden, en de Pattanvallei en Lahaul in het noorden in.
Toppen in de Pir Panjal zijn over de 5000 m hoog en het hele jaar door besneeuwd. Er liggen ook gletsjers. De Banihalpas (2832 m) en de Rohtangpas (3978 m) leiden over de keten heen.
De hill stations Gulmarg en Pahalgam liggen in de Pir Panjal, ten zuiden van Srinagar.